# Генрих I (король Кипра)
Генрих I де Лузиньян по прозвищу «Толстый» (фр. Henri I le Gros de Lusignan; 3 мая 1217 — 18 января 1253) — король Кипра с 1218 года, сын Гуго I, короля Кипра, и Алисы Шампанской.

## Биография
Когда его отец Гуго I скончался 10 января 1218 года, 8-месячный Генрих стал королём. Официальным регентом стала его мать, но она отдала всю реальную власть в руки своего дяди Филиппа Ибелина (сына Балиана Ибелина и Марии Комнины). После смерти Филиппа реальным регентом стал его брат, Жан I Ибелин.

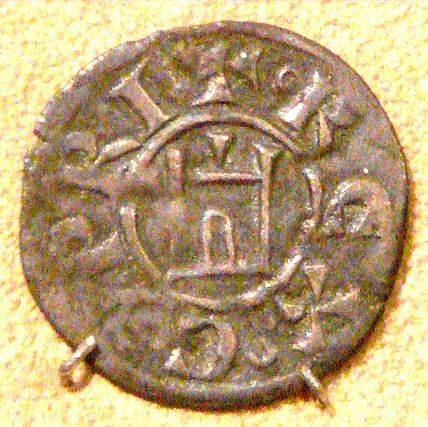
Серебряный денье Генриха I

Генрих был коронован в 1225 году в Соборе Святой Софии в Никосии, будучи 8 лет от роду. Причиной столь ранней коронации было политическое маневрирование Филиппа Ибелина, который чувствовал, что император Фридрих II попытается захватить власть. Это действительно произошло в 1228 году, когда Фридрих II вынудил Филиппа передать ему регентство и остров Кипр. Однако, когда в апреле Фридрих II покинул остров, Жан Ибелин контратаковал и восстановил контроль над королевством — этот эпизод стал началом войны с ломбардцами. Генрих сумел взять свои руки контроль над королевством после победы при Агриди в 1232 году, когда ему было 15 лет. Он поддерживал тесные связи с родом Ибелин.
Сам Генрих был в 1246—1253 годах регентом Иерусалимского королевства при Конраде II Гогенштауфене.
Генрих был женат трижды. Первые два брака были бездетными. В 1250 году он женился на Плезанции, дочери Боэмунда V Антиохийского, в этом браке у них родился сын Гуго.
После смерти Генриха новым королём Кипра с 1253 года стал его сын Гуго; в случае, если у него не оставалось потомков (что и случилось после его смерти в 1267 году), права на Кипрское королевство переходили к сыновьям старших сестёр Генриха.
Генрих похоронен в соборе Тамплиеров в Никосии.

## Брак и дети
1-я жена: с мая 1229 года (Лимасол) Алиса Монферратская (1210/1215 — 1232/1233), дочь маркргафа Монферратского Гульельмо VI и Берты ди Клавесано.
2-я жена: с 1237/1238 (Никосия) Стефания де Лампрон (1220/1225 — 1249), дочь Константина де Лампрон, регента Киликийской Армении, и Стефании де Барбарон.
3-я жена: с 1250 (Никосия) Плезанция Антиохийская (1235—1261), регент Кипра и Иерусалима с 1253, дочь Боэмунда V Антиохийского и Лючиэнны де Сеньи. Дети:
- Гуго II (1252— 5 декабря 1267), король Кипра с 1253, титулярный король Иерусалима с 1253/1261, граф Бейрута с 1264/1265